# 丁士美
丁士美（1521年—1577年），字邦彦，號後溪，直隸淮安府清河縣（今屬淮安市）人。明朝狀元、政治人物。官至吏部左侍郎。

## 生平
嘉靖二十八年（1549年）己酉科應天府鄉試第十九名舉人。嘉靖三十八年（1559年）登己未科一甲第一名進士。三月授翰林院修撰，隆庆改元，以重录《永乐大典》完成，升右春坊右谕德兼翰林院侍读，加俸一级。隆庆元年八月与编修張四維主考順天鄉試，十二月乞假省亲，四年正月充經筵日講官，八月与修撰申時行主考順天府鄉試，十月升翰林院侍读学士、掌翰林院事，五年九月与申时行主考武举会试，十月升太常寺卿、管国子监祭酒事，六年四月以原官兼翰林院侍读学士，充东宫侍班官，八月充經筵日講官，九月与禮部侍郎馬自强教习庶吉士，十月掌翰林院事，萬曆元年（1573年）二月升礼部右侍郎，兼官、日讲、教习俱照旧，二年五月改吏部右侍郎，三年三月升左侍郎。丁士美历仕三朝，辅导二帝。因父丧丁憂守制，萬曆五年卒于家。追赠礼部尚书，谥文恪。

## 事跡
丁士美對革除弊端、澄清吏治見識深遠，於後來的張居正改革具有啟發意義。其生性耿直，為官清正，不附權貴，深受當時清議之推重。曾纂修国史、實錄，并主持重錄《永乐大典》副本。《永乐大典》正本已不存，當今所幸存之數百卷，皆丁士美主持修竣之副本。

## 家族
曾祖丁進；祖父丁鳳；父丁儒，母仲氏。严侍下。弟丁士良。